# Hippopotamus melitensis
Hippopotamus melitensis è una specie estinta di ippopotamo originaria di Malta. Visse durante il Pleistocene medio-superiore. Probabilmente discendeva da Hippopotamus pentlandi della Sicilia, il quale a sua volta derivava presumibilmente dall'ippopotamo comune (Hippopotamus amphibius). Come Hippopotamus pentlandi, H. melitensis era notevolmente più piccolo di H. amphibius, a causa del nanismo insulare. Si stima che avesse una massa corporea di circa 900 kg, inferiore ai 1100 kg stimati per H. pentlandi. La dieta di H. melitensis è ritenuta più generalista rispetto a quella di H. amphibius, il quale è prevalentemente un pascolatore. Questa adattabilità alimentare sarebbe dovuta alla limitata diversità delle risorse sull'isola e all'assenza di competizione, dato che l'unico altro grande erbivoro presente era l'elefante nano Palaeoloxodon mnaidriensis. La maggior parte dei ritrovamenti fossili di questa specie proviene da Għar Dalam, una grotta di Malta celebre per i suoi depositi fossili risalenti al Pleistocene.
I fossili di H. melitensis, così come quelli degli elefanti, non compaiono negli strati geologici di Għar Dalam più recenti di circa 80.000 anni fa.